# Cacimbinhas
Cacimbinhas là một đô thị thuộc bang Alagoas, Brasil. Đô thị này có diện tích 273,9 km², dân số năm 2007 là 8600 người, mật độ 31,4 người/km².